# Jacques-François Blondel

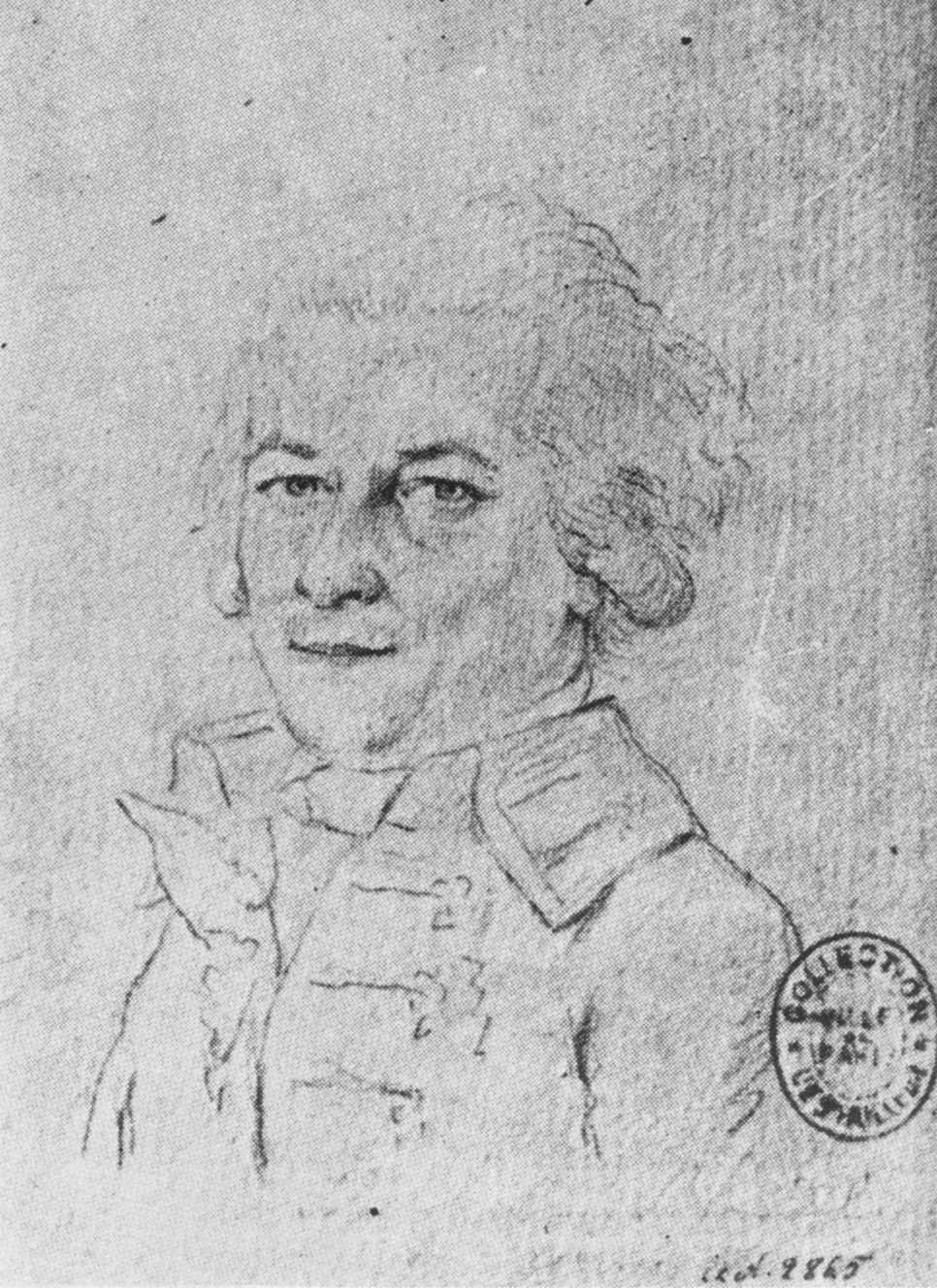
Jacques-François Blondel, ca. 1760

Jacques-François Blondel (* 8. Januar 1705 in Rouen; † 9. Januar 1774 in Paris) war ein französischer Architekt, Kunsttheoretiker, Architekturhistoriker und Beiträger zur Encyclopédie.

## Leben

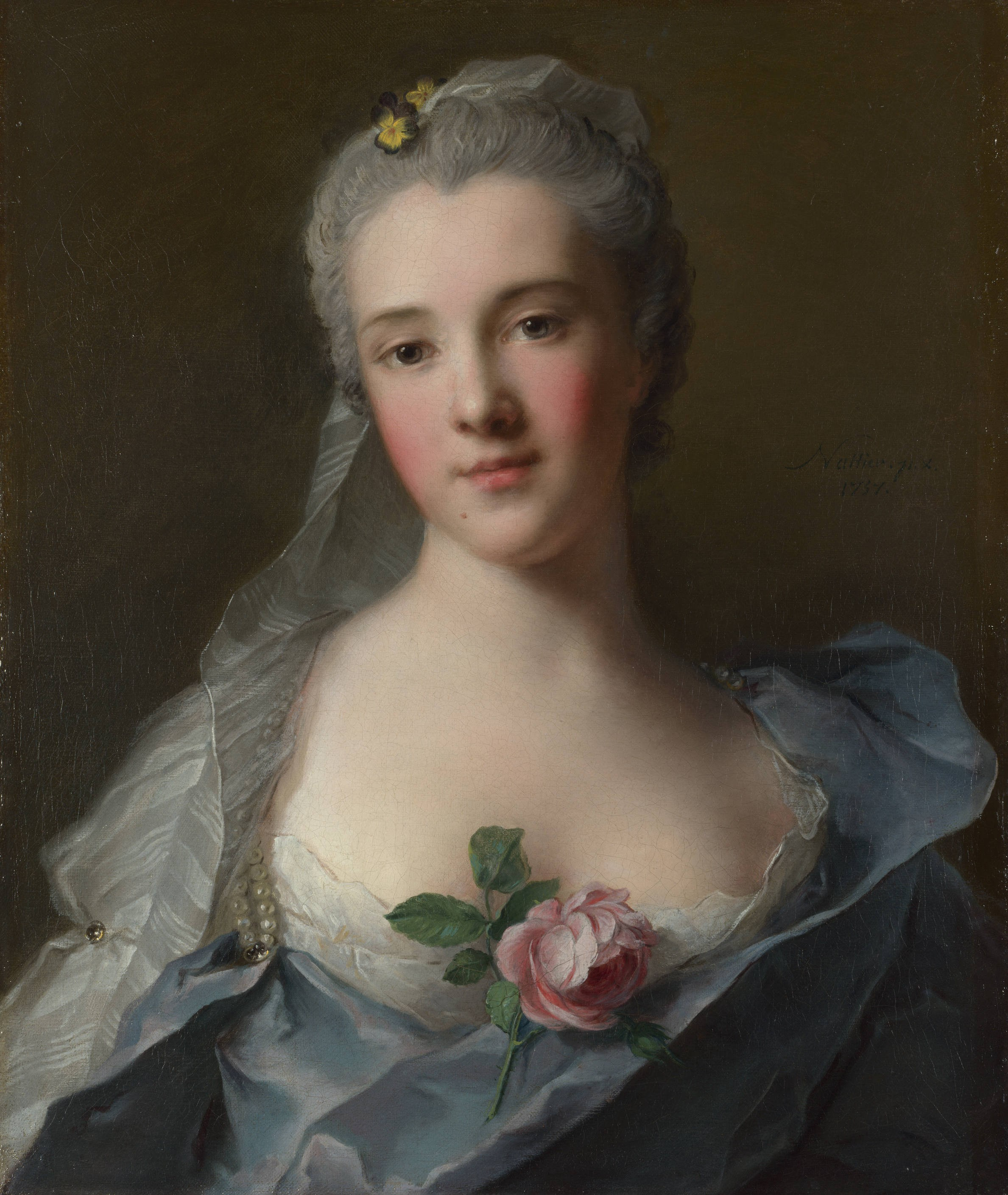
Porträt der Manon Balletti (1740–1776) von Jean-Marc Nattier (1757)
London, National Gallery

Jacques-François Blondel war der Neffe des Architekten Jean-François Blondel (1683–1756) und ist nicht zu verwechseln mit François Blondel (1618–1668). Verheiratet war Jacques-François Blondel seit 1760 mit Manon Balletti, einer französischen Schauspielerin und vormaligen Geliebten Giacomo Casanovas.

## Werk

### Karriere
Jacques-François Blondel begann seine Laufbahn als Kupferstecher für Architekturmotive und wurde einer der bedeutendsten Architekturlehrer Frankreichs im 18. Jahrhundert. Er war ein Vertreter des Klassizismus. 1755 wurde er in die Academie d’architectes aufgenommen. Sein Standardwerk in vier Bänden, L’Architecture française (1752–56) machte ihn allgemein bekannt und er wurde 1755 Hofarchitekt König Ludwigs des XV. Er gilt als einer der Begründer der modernen Stadtplanung.
Ab 1740 gab er in Paris Architekturkurse in der von ihm gegründeten École des Arts, die 1743 von der Académie royale d’architecture anerkannt wurden. Unter seinen Schülern waren Étienne-Louis Boullée, Alexandre-Théodore Brongniart, Jean-Françoise-Thérèse Chalgrin, Philippe de La Guêpière, Louis Jean Desprez, Charles de Wailly, Jacques Gondoin, Pierre Michel d’Ixnard, Claude-Nicolas Ledoux, Jean-Baptiste Rondelet, Nicolas de Pigage, der Anglo-Schwede William Chambers sowie der Däne Caspar Frederik Harsdorff.

### Bauten

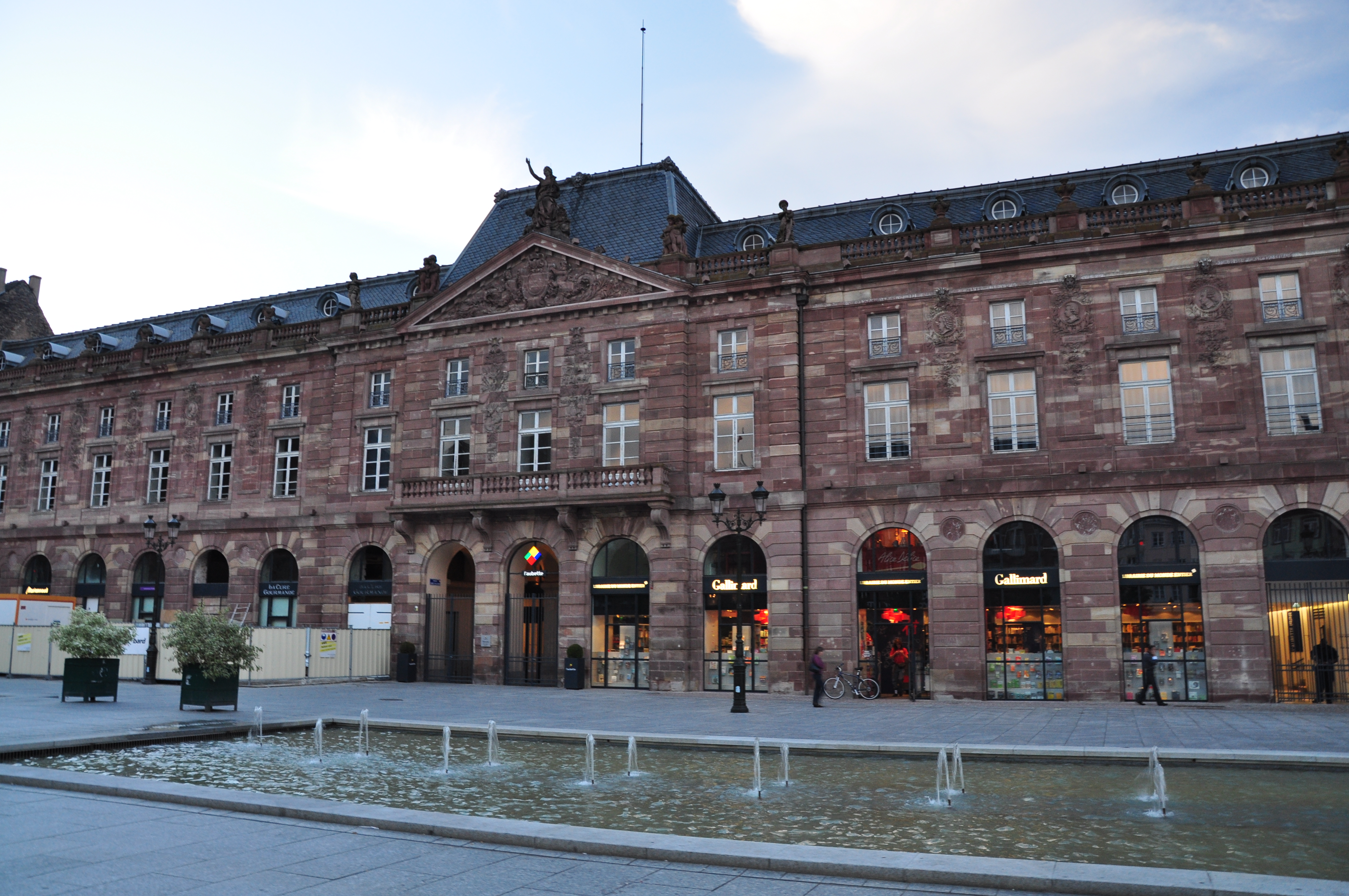
L'Aubette

- Aubette, Hauptwache am Kléberplatz in Straßburg
- Chateau de Vendeuvre, Normandie
- Hôtel de ville, Place d’Armes, klassizistisches Domportal und Dombegleitbauten in Metz (letztere von Paul Tornow entfernt)

### Schriften
- De la distribution des maisons de plaisance et de la décoration en général, Bd. 1 (1737) Digitalisat, UB Heidelberg, Bd. 2 (1738) Digitalisat, UB Heidelberg
- Discours sur la manière d’étudier l’architecture et les arts qui sont relatifs à celui de bâtir, Paris 1747
- Verschiedene Beiträge zur Architektur, in der Encyclopédie, 1751–1765
- L’Architecture française, ou Recueil de plans, d’élévations, coupes et profils, 4 Bände, Paris Bd. 1 (1752) auf Gallica, Bd. 2 (1752) auf Gallica, Bd. 3 (1754) auf Gallica, Bd. 4 (1756) auf Gallica
- Cours d’architecture civile Paris 1771–1777, 6 Bände, die letzten beiden bearbeitet und fertiggestellt von Pierre Patte.